# Colonisation de la Normandie
La colonisation de la Normandie est le processus d'implantation de populations d'origine germanique occidentale, notamment franques et saxonnes, puis scandinaves ou anglo-scandinaves dans la province ecclésiastique de Rouen qui sert de cadre géographique à la Normandie pour l'essentiel. Cette dernière tient d'ailleurs son nom de la présence d’établissements vikings ou anglo-scandinaves dans la partie occidentale de la Neustrie, car les chroniqueurs nommaient parfois ses populations Nortmanni / Normanni « Normands » (pluriel de Nortmannus, Normannus) en latin médiéval, c'est-à-dire « hommes du Nord » étymologiquement. Après la concession de terre au chef scandinave Rollon par le roi des Francs en 911, cette partie de la Neustrie prend peu à peu le nom de Normandie. Le processus d'établissement de populations étrangères, voire de colonisation de cette contrée a fait l'objet de recherches toponymiques, anthroponymiques et archéologiques. Son ampleur donne lieu à des débats historiographiques, mais les études les plus récentes tendent à accréditer l'idée d'une implantation scandinave d'ampleur très limitée, de l'ordre de quelques milliers sur une population normande totale d'environ un demi million d'habitants à l'époque, soit au mieux quelques pourcents de la population.

## Implantations franque et saxonne
Lors des migrations germaniques, le territoire de la future Normandie fit déjà l'objet d'une colonisation par les Francs et les Saxons.
- La colonisation de la Normandie par les Francs fut inégale : assez dense dans la partie est et quasiment nulle dans la partie ouest de l'actuelle Normandie. Elle se manifeste par les nécropoles à rangées d’Envermeu, Londinières, Hérouvillette et Douvrend, etc. On peut s'interroger sur l'origine locale ou plus lointaine des populations inhumés dans ce type de nécropoles à rangées[3]. Cependant la toponymie révèle des éléments incontestablement germaniques qu'on ne trouve pas plus au sud, par exemple les noms de lieux en -hlar- ( « lande », ancien français larris « friche, lande » ) dans Meulers ou Flers, en avisna (« pâturage ») dans Avesnes-en-Bray ou Avesnes-en-Val, en -alah- (« temple » ) dans Bouafles ou Neaufles-Auvergny, en bure (« habitation ») dans Hambures ou Bures-en-Bray, en -baki (« ruisseau » ) dans Rebets ou Hambye (bien qu'une hypothèse anglo-scandinave[1] ou scandinave soit admissible pour ce dernier), en -mark- (« limite, marche ») dans Marques, en -berg- (« élévation » ) dans Barc ou Marques, en -mer (« mare ») dans Blingemer ou Mortemer, en -eng dans Hodeng-Hodenger ou Nesle-Hodeng, en -court et les plus anciens en -ville datent de cette époque franque. La région devient une partie essentielle[réf. nécessaire] de la Neustrie à la mort de Clovis et Rouen reste une ville importante. De cette période date aussi le découpage administratif et militaire en comtés, le comte franc étant un haut fonctionnaire de l'État. Enfin, l’est de la région, à proximité de Paris, fut un lieu de résidence pour les rois et princesses mérovingiens. La colonisation franque fut sporadique à l'ouest de la future Normandie.
- La colonisation saxonne est bien attestée par les textes et par les fouilles archéologiques, notamment dans la plaine de Caen (est du Bessin). En 843 et 846 sous le roi Charles le Chauve, des documents officiels mentionnent encore l'existence d'un pagus appelé Otlinga Saxonia dans la région du Bessin. Le sens du terme Otlinga nous échappe. La toponymie du Bessin et de la Campagne de Caen nous offrent des exemples possibles de noms de lieux d'origine saxonne, par exemple : Cottun (Coltun 1035 - 1037[4] d'un Cola 's "town", anglais -ton cf. Colton), Vicques (Wikes 1198), Sommervieu, Audrieu, Manvieux qui contiennent le vieux saxon wīk « hameau, habitation ». Une comparaison des noms en -ham / -hem (anglo-saxon hām > home cf. hameau) présents dans le Bessin avec ceux du Boulonnais est probante[5] et ils n'apparaissent bien sous la forme d'une finale que dans l'actuel département du Calvados, ce qui conforte l'hypothèse d'une origine saxonne. Il s'agit par exemple de Ouistreham (Oistreham 1086), Étréham (Oesterham 1350 ?), Huppain (*Hubbehain ; Hubba 's "ham"), Surrain (Surrehain XIe siècle), etc. Ailleurs en Normandie, les exemples en -ham sont douteux, par exemple Canehan (Seine-Maritime, Kenehan 1030 / Canaan 1030 - 1035) peut représenter un biblique Canaan[6] ou Grohan (Eure). L'extension toponymique plus tardive du diminutif hamel dans cette province, sans commune mesure ailleurs, et du nom de famille conjoint n'y sont certainement pas étrangers[7],[Note 1]. En Basse-Normandie, c’est à partir du milieu du Ve siècle que l’on peut dater les premières implantations saxonnes grâce à l’étude de neuf nécropoles : (Réville, Vierville-sur-mer, Ifs, Bénouville, Frénouville, Giberville, Hérouvillette, Sannerville, Lisieux). La présence archéologique des Saxons perdure ici jusqu’à la fin du VIIe siècle, ensuite ils se fondent dans la population. En dehors des pôles du nord de la Bresle (Ponthieu et Boulonnais) et du sud ouest de la Seine le long des côtes de la Manche, la présence saxonne est suggérée encore par des découvertes isolées, comme à Muids (Eure)[8].

## Colonisation par les Vikings

### Déroulement

Le duché de Normandie entre 911 et 1050.

Les premiers raids vikings arrivent entre 790 et 800 sur les côtes de la Gaule occidentale. Le littoral neustrien est atteint sous le règne de Louis le Pieux (814-840). L’incursion de 841 fit de grands dégâts à Rouen et Jumièges. Les Vikings s’attaquent aux trésors monastiques, proies faciles car les clercs ne peuvent pas les défendre. L’expédition de 845 remonte la Seine et touche Paris. Les raids eurent lieu durant l’été, les Vikings retournant avec leur butin en Scandinavie passer l’hiver.
À partir de 851, ils hivernent en Basse-Seine ; ils incendièrent l’abbaye de Fontenelle : les moines durent s’enfuir à Boulogne-sur-Mer en 858 et Chartres en 885. Les reliques de sainte Honorine furent transportées de l’abbaye de Graville à Conflans, en région parisienne. Une partie des archives et des bibliothèques monastiques furent également déplacées (des volumes de Jumièges à Saint-Gall), mais beaucoup furent brûlées.
Les rois carolingiens menèrent des politiques parfois contradictoires et lourdes de conséquences. En 867 par le traité de Compiègne, Charles II le Chauve doit céder au roi breton Salomon, le comté du Cotentin, à la condition qu’il lui prête serment de fidélité et qu’il l’aide dans son combat contre les Vikings. Entre 862 et 869, Charles II le Chauve fit construire à Pîtres un pont de bois défendu par deux têtes de pont maçonnées, elles-mêmes protégées par deux fortifications dont l'une devint la ville de Pont-de-l'Arche. D'importants combats eurent lieu notamment en 881. Cependant, malgré ces importantes fortifications, les Francs ne parvinrent pas à défendre la place. La garnison était trop faible et ils peinaient toujours à mobiliser leur armée au pied levé.
C'est ainsi qu'en 911 le chef viking Rollon conclut un accord avec le carolingien Charles le Simple. Aux termes du traité de Saint-Clair-sur-Epte, le roi lui remit la garde du comté de Rouen, soit à peu de chose près la Haute-Normandie, en échange d’un serment de vassalité (prononcé en 940) et un engagement à se faire baptiser. Rollon devait également protéger l’estuaire de la Seine et Rouen des incursions scandinaves. À la suite de conquêtes progressives, le territoire sous souveraineté normande s’agrandit : l’Hiémois et le Bessin en 924.
En 933, les Vikings de Normandie s'approprient le Cotentin et l’Avranchin aux dépens des Vikings de Bretagne commandé par Incon. Cette année-là, le roi Raoul de Bourgogne était contraint de céder au prince des Normands Guillaume Longue-Epée la « terre des Bretons située en bordure de mer ». Cette expression désignait le Cotentin et sans doute aussi l’Avranchin jusqu’à la Sélune dont c’était alors la frontière sud.
Bien que de nombreux bâtiments aient été pillés, brûlés ou détruits par les raids vikings aussi bien dans les villes que dans les campagnes, il ne faut pas trop noircir le tableau dressé par les sources ecclésiastiques : aucune ville n’a été complètement rasée. En revanche, les monastères ont tous subi les pillages des hommes du nord et toutes les abbayes normandes ont été détruites. La forte reprise en main de Rollon et ses successeurs rétablit toutefois assez rapidement la situation.
En 942, après la mort de Guillaume Longue-Epée, les Normands menacés par le roi Louis IV d'Outremer et par Hugues, marquis de Neustrie, firent appel à un roi danois nommé Hagrold, peut-être Harald Ier de Danemark, qui débarqua avec une armée dans l'estuaire de la Dives. Selon Dudon de Saint-Quentin qui rapporte l'événement, cette armée fut rejointe par des Scandinaves ou des Anglo-scandinaves déjà installés dans le Bessin et le Cotentin, ce qui conduisit à un supplément d'implantation scandinave dans la région. Selon Guillaume de Jumièges, le roi Hagrold était déjà présent à Cherbourg au moment de la succession du deuxième duc normand.
Entre 960 et 962, le duc Richard Ier fit appel à de nouveaux contingents vikings pour s'opposer au roi Lothaire et au comte Thibaud de Blois, qui envahissaient la Normandie. Une fois la paix rétablie, un grand nombre d'entre eux acceptèrent de se convertir à la foi chrétienne et furent admis à demeurer sur la terre normande.
Globalement, les colons se concentrèrent sur la partie de la Normandie orientée vers la Manche : au nord d'une ligne Granville / Falaise/ Les Andelys, Eu ; inversement, il apparaît que certaines régions de la Normandie échappèrent à l'implantation massive de colons scandinaves : Pays de Bray, Vexin, Mortainais, Avranchin, Pays d'Ouche et partiellement le département de l'Orne.

### Onomastique

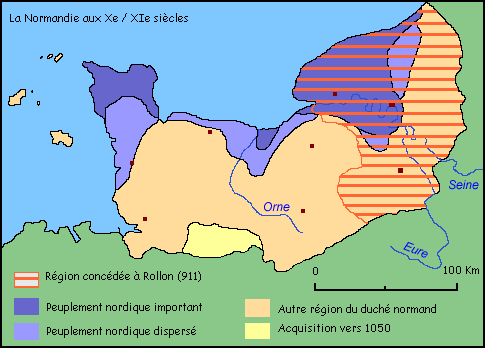
Zones de peuplement scandinave ou anglo-scandinave en Normandie aux.

#### Toponymie
La Normandie est la seule région de France qui recèle, et en très grande quantité, des toponymes issus du scandinave et du vieil anglais, particulièrement la Normandie maritime et fluviale, de chaque côté de la basse Seine. La toponymie permet d'énumérer les zones d'implantations des colons scandinaves ou anglo-scandinaves, c'est-à-dire : l'intégralité du pays de Caux, le Roumois, la partie occidentale du Vexin normand, le nord de l'Évrecin, la campagne du Neubourg, les alentours de Caen, la bande côtière du Bessin, le clos et la côte occidentale du Cotentin et la partie littorale du pays d’Auge entre Seine et Orne. Elle est surtout basée sur des termes en rapport avec la topographie : cours d’eau, vallée, colline, îlot, estuaire ; mais aussi d’établissements humains : champ défriché, ferme, village, église, mais aussi de nombreux anthroponymes.
Les principaux appellatifs toponymiques (-tot, -bec, -dal[le], -mare, -fleur, -tuit, -beuf, -crique, -busc, -vic / -vy, -lon[de]) n'apparaissent jamais dans des toponymes attestés dans les textes datant de l'époque mérovingienne ou carolingienne, mais dans des documents qui datent au plus tôt de la fin du Xe siècle. En revanche, les appellatifs romans (-bosc, -court, -mont, -val, -ville) ou germaniques (francique ou saxons) sont déjà attestés dans les textes mérovingiens ou carolingiens, mais les appellatifs romans semblent se multiplier par la suite à l'exception de -court.
Les pays normands du sud (Campagne de Saint-André, pays d'Ouche, Hiémois, Bocage virois, Domfrontais (ou Passais), pays d'Houlme, pays d'Andaine, Mortainais), ainsi que l'Avranchin et une partie du Bessin ont été peu touchés par l'installation des colons scandinaves ou anglo-scandinaves et ils ont conservé un substrat pré-normanique significatif. Les appellatifs d'origine scandinave ne se retrouvent quasiment pas au sud de la Normandie, loin des centres côtiers, dans des régions boisées restées peu peuplées au Moyen Âge (sud du pays d'Auge, sud de l'Orne, pays d'Ouche, Bocage…).

#### Anthroponymie
De nombreuses familles normandes portent des patronymes issus de prénoms norois, anglo-scandinaves ou scandinaves. Ces noms de personne ont subi une évolution phonétique Romane. Il s’agit par exemple : Anfry (variante Lanfry, Anfray), Angot  (variante Ango ), Anquetil  (variantes Anctil, Anquetille, Amptil, Anquety), Auber  (variante Osbert), Burnouf , Dodeman (variante Doudement), Estur, Gounouf, Ygout (variantes Ingouf, Ygouf), Néel (latinisé en Nigelus, d’où Nigel), Onfray, Osmond  (variante Osmont, Omont), Osouf (variante Auzou[x]), Ouf, Renouf, Roberge, Surcouf, Théroude (variantes Troude , Throude, Thouroude, Touroude), Tougard (variante Turgard), Toutain  (variante Tostain, Toustain), Turgis (variante Tourgis), Turgot, Turquetil  (variante Turquety, Teurquetil, Truptil), Quétil, etc. Or, nos noms de famille, héréditaires de génération en génération, ne sont apparus qu’à partir du XIVe siècle en Normandie, ce qui prouve que pendant quatre à cinq siècles, ces anthroponyme d'origine païenne, ont continué à être portés comme noms d’usage ou comme noms de baptême.
Les anthroponymes d'origine scandinave ou anglo-scandinave dominent dans le pays de Caux, le Roumois, le Clos du Cotentin, les côtes ouest du Cotentin, la basse vallée de la Seine et les environs de Caen. Ils se combinent généralement à des appellatifs toponymiques issus du vieux scandinave, de l'anglo-saxon ou du gallo-roman pour former un ensemble caractéristique propre à la seule Normandie, qualifié parfois de toponymie norman[n]ique. Dans ces régions, les éléments normaniques ont souvent supplanté les toponymes antérieurs. Ils restent des témoins de l'emploi d'une variété ou de plusieurs variétés de langues scandinaves ou anglo-scandinaves jusqu'au XIe siècle ; le clerc tourangeau Benoît de Sainte-Maure affirme que l'on parlait encore « danois » sur les côtes normandes au XIIe siècle.
La Normandie est également la région française où l'on rencontre le plus fort taux de matronymes c'est-à-dire de noms de famille — transmis par la mère — ayant pour origine un prénom ou un surnom féminin : Marie, Jeanne, Anne, Catherine, Madelaine, Jacqueline, Marguerite, Suzanne, Julienne, Collette, Berthe, Louise, Agnès, etc. Les matronymes normands témoigneraient d'une influence scandinave, remontant à la pratique médiévale du « mariage à la danoise » (more danico), c'est-à-dire du concubinage parfois multiple, mais socialement accepté ; en Normandie, les enfants issus de ces unions, illégitimes (nothus) aux yeux de l'Église, jouissaient comme en Scandinavie d'un statut légal assez favorable, et d'une remarquable intégration sociale.

### Linguistique
Les colons anglo-scandinaves,, ou scandinaves, en s'installant sur une grande partie du territoire connu de nos jours sous le nom de Normandie, adoptèrent rapidement une forme de langue d'oïl, langue romane parlée par les habitants de cette partie de l'ancienne Neustrie.
Les nouveaux venus vont exercer sur la langue vernaculaire une influence limitée sur le vocabulaire (200 mots tout au plus, issus du norrois ou du vieil anglais) et de manière plus marginale sur la phonétique. Ainsi, pour certains dialectologues, il semble que le h « expiré » [x], en fait un phonème proche de hr que l'on entend encore dans le Cotentin et surtout dans la Hague (prononcer: [χɑ:g]) et que l'on entendait jadis ailleurs, encore jusqu'à la Seconde Guerre mondiale le long des côtes du Calvados (Bessin), nord du Bocage, au sud de l'estuaire de la Seine (Pays d'Auge, Roumois) et entre Vatteville-la-Rue et Berville-sur-Seine, est dû comme en français à l’influence germanique ; alors qu'il s'est amuï en français (le h dit « aspiré ») pour n'avoir plus que seule fonction d'empêcher la liaison (hiatus, ex: un être / un hêtre), l'installation des colons scandinaves dans cette partie de la Neustrie septentrionale aurait empêché cette même évolution,.
Cette disparition de la langue norroise peut s'expliquer de différentes façons, parmi lesquelles on note : le petit nombre de femmes scandinaves ou anglo-scandinave à avoir suivi les colons, qui ne vont donc faire souche qu'avec des femmes autochtones de langue romane; ensuite, la création même du duché de Normandie intègre de larges portions de territoires, dans lesquelles les populations sont de langue romane et peut-être aussi dans la diversité des apports ethniques (britannique, anglo-saxon, norvégien, danois et irlandais), qui parlaient des langues différentes, favorise l'emploi d'une langue unique et vernaculaire ; de même que la nécessité des relations économiques avec les voisins continentaux.
Malgré tout, l'usage du norrois se serait maintenu sur les côtes normandes jusqu'au XIIe siècle. Le trouvère Benoît de Sainte-Maure, à la fin du XIIe siècle, l'affirme dans sa Chronique des ducs de Normandie. Selon lui on parlait encore « danois » sur les côtes.
L'influence scandinave se manifeste aujourd'hui dans le dialecte normand qui comprenait jadis environ 150 mots d'origine scandinave ou anglo-scandinaves, lexique qui s'est appauvri depuis. Beaucoup d'entre-eux sont restés d'un emploi limité à la Normandie et aux régions frontalières et n'ont jamais été employés en français standard, il s'agit par exemple de l’acre, ancienne mesure de surface normande, bingue, bruman, éluger, houvelin, mauve, mucre, sandon, tangon, vâtre, vignon, ha, génotte, [é]griller, etc.
Près de la moitié des mots empruntés au normand par le français standard concernent les techniques navales de la marine ancienne hérités des Normands, d'autres termes se rapportent à la nature et à la vie maritime, à savoir : vague, flot, quille, varech, cingler, équiper, crique, havre etc.

### Archéologie
Si les découvertes archéologiques relatives aux Vikings sont rares, elles existent cependant et elles ont été, pour l'essentiel, faites dans la région, notamment dans la partie normande de la vallée de la Seine. Ainsi, la découverte remarquable d'une sépulture féminine viking à la Pierre Saint-Martin à Pîtres sur l'emplacement d'un cimetière carolingien révèle que des Scandinaves se sont fixés au sein de la population à cet endroit à la fin du IXe siècle, cependant la découverte étant accidentelle et ancienne, le contexte archéologique n'a pas été étudié et beaucoup d'éléments ont été perdus. On y trouva notamment une paire de fibules en forme de tortues, caractéristiques de l'est du monde nordique et qui sont entrées dans les collections du musée départemental des antiquités de Rouen. En outre le premier trésor de monnaies vikings trouvé en France a été exhumé en 2007 sur le territoire de la commune de Saint-Pierre-des-Fleurs (Eure). Il est constitué de deux monnaies carolingiennes (dont un denier du roi Eudes 888 - 898, frappé à Beauvais), neuf pièces anglaises de facture scandinave (Danelaw, imitation du numéraire d'Alfred le Grand), une monnaie arabe et neuf fragments de lingots. Les monnaies avaient été pliées et testées à coups de couteaux, pratique commune chez les Vikings en vue de vérifier leur qualité. Le trésor a dû être enfoui vers 890 - 895,.
On a trouvé un marteaux de Thor sur le territoire de la commune de Saint-Pierre-de-Varengeville et un sur la commune de Sahurs. Ils ne sont probablement pas à mettre en rapport avec les raids vikings du IXe siècle, mais bien plutôt à l'établissement de colons anglo-scandinaves dans la région à partir du Xe siècle. En effet, Jens Christian Moesgaard, conservateur au musée national du Danemark estime que les marteaux de Thor sont plus nombreux à partir de la seconde moitié du Xe siècle, dans les derniers temps du paganisme, sans doute en réaction au développement du christianisme.
Par ailleurs de nombreuses épées, notamment anglo-saxonnes probablement utilisées par les Scandinaves, et fers de haches scandinaves ont été draguées pour la plupart dans la partie normande de la Seine.
L'archéologue Cyril Marcigny pense que la plupart des villages actuels normands ont des origines bien plus anciennes que l’époque viking. Il évoque le mythe d'une « terre viking » à propos de la Hague, parce qu'aucun élément matériel d’une présence scandinave n’y a encore été clairement identifié, cependant le caractère général de la toponymie y est nettement scandinave. D'ailleurs, Marcigny écrit à ce propos : « La Hague, le Hague-Dike suscite depuis presque deux siècles l’intérêt des antiquaires et archéologues normands. Son nom en particulier, a fait couler beaucoup d’encre. Il renvoie en effet à un lexique régional à forte coloration norroise. ». Il ajoute encore à propos du Hague-Dike : « L’exemple du Hague-Dike est révélateur de la fin du mythe de la colonisation viking à l’épreuve de l’archéologie. On assiste, à la lumière des fouilles d’Alain Huet, à un cas parmi d’autres d’intégration d’un rempart protohistorique en élévation, devenu simple limite parcellaire, dans le paysage médiéval de la seigneurie de Beaumont-Hague. Un processus pacifique d’évolution d’une structure parcellaire sur le temps long, qui n’a certainement rien à voir avec les vikings, mais qui recoupe parfaitement les réalités auxquelles renvoient les mentions toponymiques de même coloration nordique glanées dans le cartulaire de Vauville et d’autres sources écrites médiévales (Carpentier, 2010). On a déjà signalé par ailleurs que, si l’empreinte linguistique nordique est ici évidente, au même titre que dans d’autres secteurs de la Normandie (pays de Caux, Bessin, estuaires augerons…), les cadres territoriaux, divisions territoriales, dédicaces de paroisses sont restés inchangés avant comme après l’âge viking. ».

### Génétique
Une étude scientifique dont les premiers résultats ont été dévoilés en avril 2016 a cherché à déterminer la part d'héritage scandinave ou anglo-scandinave dans le patrimoine génétique des populations normandes du XXIe siècle. Cette étude résulte d'un travail collaboratif entre des chercheurs britanniques et français, le « Viking DNA Project ».
La Normandie intéresse les chercheurs car il s’agit de la seule fondation politique durable établie par les Vikings sur le continent européen. Les scientifiques ont ciblé leur étude sur la population de la presqu’île du Cotentin, car la densité de lieux et de personnes dont les noms sont d’origine scandinave y est particulièrement forte. Les chercheurs ont sélectionné, selon ces critères, 89 hommes. Ceux-ci ont rempli un questionnaire généalogique et accepté se soumettre à un test salivaire. Les scientifiques ont ensuite cherché une « signature viking » sur le chromosome Y (uniquement présent chez les individus de sexe masculin et transmis de père en fils) extrait des cellules contenues dans la salive. Les chercheurs ont pu s'intéresser aux variations génétiques présentes sur ce chromosome, ces variations pouvant être regroupées selon plusieurs critères permettant de classer un individu dans un haplogroupe particulier.
Sur les 89 hommes ayant participé à l’étude, 65 sont compatibles avec une ascendance viking :
- 52 participants représentaient l’haplogroupe R1b, soit le type de variations du chromosome Y le plus répandu en Europe du Nord et de l’Ouest. Son origine, encore floue, serait à chercher du côté de bergers des steppes au nord de la mer Noire ayant immigré vers l’Ouest il y a 4 000 ans. Il ne s'agit pas d'une signature génétique typiquement viking mais elle n'est pas incompatible avec des origines scandinaves car on retrouve cet haplogroupe en Scandinavie.
- 11 participants possédaient l'haplogroupe I, suggérant plus clairement une possible ascendance germanique possiblement viking. Ces variations sont en effet très présentes chez les Scandinaves, plus de 45 % de la population appartenant à ce groupe génétique dans certaines régions. Mais cet haplogroupe peut révéler une origine germanique (franque ou saxonne par exemple) et pas nécessairement scandinave même si la proportion observée dans l'étude se rapproche de celle qu'on retrouve dans d'autres régions colonisées par les Vikings[Note 6].
- 2 participants ont présenté un haplogroupe R1a fréquent en Scandinavie.
- 24 participants ont présenté des haplogroupes a priori sans lien avec les Vikings. Ils seraient témoins d’autres origines, notamment autour de la Méditerranée et s’étendant plus loin vers le Proche-Orient et l’Europe de l’Est.

Et une dizaine de femmes ayant participé à l'étude, 9 femmes sur 10 sont compatibles avec une ascendance viking : 
Il s'agit du génome mitochondrial H5a1-T152C!.
Ces résultats ne sont pas définitifs même s'ils reflètent à la fois une grande diversité génétique au sein de la population du Cotentin et des similitudes génétiques avec des populations germaniques et scandinaves. Les chercheurs du « Viking DNA Project » entendent affiner leur analyse des haplogroupes pour identifier plus clairement les origines géographiques de chacun ; ils souhaitent également étudier l’ADN mitochondrial légué cette fois par la mère à ses enfants. Enfin, il est prévu de faire des prélèvements d’ADN ancien sur des crânes vikings pour le comparer à celui des Normands pour savoir s’ils sont apparentés.

### Origine des colons
D'après les sources documentaires, la toponymie et l'ensemble des données linguistiques, le peuplement scandinave ou anglo-scandinave de la Normandie aurait été essentiellement danois ou anglo-scandinave d'origine danoise, mais il est probable qu'il y ait eu des Norvégiens et peut-être même des Suédois. Il y a distorsion entre la richesse du matériel linguistique, notamment la toponymie qui a un caractère scandinave ou anglo-scandinave évident surtout dans le pays de Caux, la Basse-Seine et le Cotentin, et la pauvreté du matériel archéologique viking, soit qu'on ne l'ait pas suffisamment cherché, soit qu'il y en ait peu. Le toponymiste Albert Dauzat note qu'en Normandie, l'apport saxon sous-jacent au norois est assez difficile à discerner, la plupart des racines étant communes aux deux langues. Cette distorsion entre la richesse du matériel linguistique et la pauvreté archéologique  fait dire à l'archéologue Jacques Le Maho que l'essentiel du peuplement scandinave est le fait de fermiers anglo-scandinaves et non pas de vikings. Cette théorie est d'ailleurs confirmée par la toponymie et l'anthroponymie qui ont un caractère nettement anglo-scandinave avec des noms typiquement vieil-anglais ou scandinaves d'Angleterre. L'universitaire Alban Gautier emploie aussi le qualificatif « anglo-scandinave »: selon lui l'expression « phénomène anglo-scandinave » peut faire référence à la présence du IXe siècle au XIe siècle en Angleterre d’individus et de populations d'origine scandinave christianisés et ayant adopté de nombreux traits culturels anglo-saxons. Pierre Bouet aussi défend l'hypothèse que parmi les colons scandinaves fixés en Normandie, peu venaient directement du Danemark ou de Norvège. La majorité d'entre eux auraient séjourné préalablement en Grande-Bretagne et en Irlande, comme le montrent de nombreux indices linguistiques. On peut distinguer les zones de colonisation d'origine danoise et celles d'origine norvégienne :
- Les colons seraient en majorité d'origine danoise. Ils étaient déjà christianisés[1] à leur arrivée en Normandie depuis le Danelaw en Angleterre où ils résidaient. Ils ont emmené avec eux un certain nombre d'Anglo-saxons ; dans le pays de Caux (à l'ouest d'une ligne Rouen/Dieppe) et dans la vallée de la basse Seine (jusqu'à l'Andelle), la présence toponymique danoise est importante. On rencontre également de nombreux noms de lieux dans le Roumois (vallée de la Risle) et la plaine du Neubourg, ainsi que sur les côtes du Calvados (Bessin, basses vallées de la Dives et de l'Orne)[10]. Les Danois ne venaient pas toujours directement du Danemark mais du Danelaw (Northumbrie, Mercie, Est-Anglie), accompagnés parfois de guerriers et colons anglo-saxons comme ceux, envoyés par le roi Æthelstan à Rollon dans douze navires[Quoi ?][10]. Ces Anglais s'installèrent avec les Danois en Neustrie : la présence d'Anglo-scandinaves et d'Anglo-saxons en Normandie est attestée par des toponymes formés à partir de noms typiques du Danelaw comme Brétantot du nom anglo-saxon Beorthstan ou Dénestanville du nom anglo-saxon Dunstan ou Létantot du nom anglo-saxon Athelstan[31]. La présence de colons anglo-saxons est confirmée par les présences de pièces ou d'épées[32].
- Il y eut aussi des Norvégiens[33] qui se concentrèrent dans le nord du Cotentin, ce dont témoigne la toponymie[31]. Ces vikings s'installèrent en Normandie avec des personnes d'origine celtique, ce qui s'explique par les pérégrinations dans les Îles Britanniques et en Irlande des Norvégiens et ce dont témoigne aussi la toponymie : Digulleville, composé de l'anthroponyme gaelique Dicuil, Doncanville de Duncan, Quinéville de Kined; etc. en effet, les Vikings norvégiens avaient intégré dans leurs armées des indigènes irlandais et écossais à la suite de leur implantation dans les piles situées au nord de l’Écosse, en Irlande et dans l'île de Man[32]. Les émigrants des pays celtes continuèrent longtemps à donner à leurs descendants des noms celtiques, qu'on rencontre encore dans des documents de la fin du XIIe siècle[34].

### Bilan
La fusion entre les éléments anglo-scandinaves ou scandinaves et autochtones a contribué à créer le plus puissant État féodal d’Occident. Le dynamisme et le savoir-faire en fait de construction navale, dont témoigne le lexique technique normand, puis français, des nouveaux venus leur permettront de se lancer par la suite à la conquête de l’Angleterre, de l’Italie du Sud, de la Sicile et du Proche-Orient des croisades.
L'importance de la marque laissée par les Vikings est débattue et peut être appréhendée dans différents domaines :
- dans le domaine des mœurs, le duc Richard II a deux épouses : Judith, épousée selon le rite chrétien, et Papia, épousée à la mode danoise (more danico). Il n’hésite pas à accueillir à Rouen même une flotte de pillards vikings. De même, la filiation noble est rendue par l'adjonction du substantif préfixé filz- / fitz- (« fils de ») au prénom du père, usage hérité de la pratique germanique (dans ce cas précis, scandinave) d'ajouter -son à la fin du nom du père pour nommer le fils. Par exemple, les noms en Fi(l)z- / Fitz- les plus fréquents comme Fitz-Tostain, Fitz-Turstin, Fitz-Toustain (nom de famille Toutain, Tostain, Toustain correspond au nom scandinave Þorsteinnson, tout comme Fitz-Turgis (noms de famille Tourgis, Turgis) au nom scandinave Þorgilson. Cependant, les alliances matrimoniales contractées par les ducs au Xe et XIe siècles renforcent la thèse d’une coupure avec le milieu d’origine. Les maîtres de la Normandie n’épousent pas les filles ou les sœurs des rois danois ou norvégiens. Ils préfèrent prendre femme (du moins celles épousées selon le rite chrétien) auprès de leurs voisins : Bretagne, France, Flandre ;
- dans le domaine institutionnel, les nouveaux chefs de la Normandie moulent leur État sur l’organisation carolingienne. Ils s’autoproclament comte, parfois marquis ou duc. Autant de titulatures d’origine romaine ou franque. Le duc a des droits régaliens, dans la lignée des rois carolingiens : droit de battre monnaie, droit de haute justice, droit sur les forêts… L’ancien droit scandinave subsiste à travers des éléments comme l'ullac (droit de bannissement) ou la hamfara (répression des assauts à main armée contre les maisons) ou encore la clameur de haro. Dans la première moitié du XIe siècle, la Normandie offre l’image d’un pays francisé. L’empreinte viking apparaît somme toute assez limitée ;
- dans le domaine linguistique, la perte de la langue d’origine, le norrois est un élément significatif de la coupure avec les origines. Le latin dans les actes écrits et le parler local l’emportent. C'est principalement le vocabulaire marin et maritime qui est emprunté au vieux norrois
- dans le domaine matériel, l’invasion scandinave donne l’impression de n’avoir presque rien bousculé : les archéologues cherchent en vain les traces d’un art viking ; même au niveau des types de céramique ou des objets produits. Les dédicaces de paroisses restent les mêmes. On ne connaît pas d’exemple de désertion de village à cette époque. Bref, il y a une continuité avec la Neustrie carolingienne[35] ;
- dans le domaine culturel, la christianisation, condition incluse dans le traité de Saint-Clair-sur-Epte, n’est sûrement pas étrangère au phénomène de francisation. Elle a joué un rôle intégrateur indéniable quand on sait qu’au Moyen Âge l’essence de la culture, de la civilisation en Europe occidentale tient beaucoup au christianisme ;
- dans le domaine démographique, le faible nombre d’immigrants scandinaves en Normandie peut former une deuxième explication : « Nulle part la colonisation scandinave ou anglo-scandinave n’a été un phénomène de masse. Certes, il n’est pas exclu, vu la densité de microtoponymes scandinaves ou anglo-scandinaves qu’à un moment donné la population de petits territoires, comme la Hague ait été en majorité formée d’immigrés (comme en témoigne la quasi absence de toponymes pré-scandinaves). Mais ce ne fut qu’une situation exceptionnelle »[36]. Mais c’est une hypothèse car nous n’avons pas d’estimation démographique. Certaines régions normandes (Pays de Caux, Roumois, Nord du Cotentin) affichent une forte densité de toponymes d’origine scandinave : les communes dont le nom se termine en -beuf / -bot (issu du mot norrois de l'est *bóð cf. anglais booth, variante de búð « maison, foyer, etc. »), en -bec (de bekkr « cours d'eau, ruisseau »), en -dal(le) (de dalr « val, vallée »), en -lon(de) (de lundr « bosquet, bois ») et surtout en -tot (de topt, toft « terrain d'habitation ». On dénombre plus de 300 noms en -tot dans la plupart des pays de Normandie). Cette abondance peut laisser croire à une colonisation viking dense. Cependant, elle s'explique plutôt par l'afflux de colons d'origines diverses, scandinaves ou anglo-scandinaves mais pas forcément directement viking. Ils pouvaient s'agir de Danois, Norvégiens, Anglo-scandinaves, Anglo-saxons, voire Celtes de Grande-Bretagne et d'Irlande. Ce qui d'une part explique la forte densité des toponymes anglo-scandinaves et d'autre part l'absence de découvertes archéologiques proprement « viking ». Concernant l’aristocratie laïque, l’apport scandinave est important pour sa partie la plus élevée : sauf exception, comme les Tosny, les Bellême ou la famille Giroie, les plus grands aristocrates descendent des compagnons de Rollon ou directement du duc. Par contre, au niveau subalterne, l’origine de la noblesse normande est sans doute plus hétéroclite : Bretagne, Île-de-France, Anjou ;

En somme, le particularisme viking du duché semble rapidement s’évanouir. Au début du XIe siècle, un siècle après le traité de Saint-Clair-sur-Epte, la Normandie est une principauté francisée. Les regards normands ne se tournent plus vers la terre de leurs ancêtres.
Le principal héritage des Vikings en Normandie est aujourd'hui onomastique, celui des noms propres : une trentaine de noms de famille et des centaines de noms de lieux qui subsistent onze siècles après leur arrivée, ils sont implantés là où leur colonisation fut la plus forte, sur les zones côtières et les rives de la Basse-Seine.